# Nitazen
Nitazen ist die Stammverbindung der Nitazene. Das synthetische Opioid ist ein μ-Opioidrezeptor-Agonist und hat (spezies- und applikationsabhängig) eine etwas höhere analgetische Potenz und eine kürzere Wirkungsdauer als Morphin. Es ist kein Arzneistoff und hat auch sonst keine praktische Bedeutung. Formell unterfällt es in Deutschland dem Neue-psychoaktive-Stoffe-Gesetz (NpSG). 2025 warnte das Gesundheitsamt Bremen vor Nitazenen als Beimischung in illegalen Drogen. Dies sei lebensbedrohlich durch die extrem hohe Wirkung und schlechtes Ansprechen auf das Gegenmittel Naloxon.
Nitazen wurde von der pharmazeutischen Forschungsabteilung der Ciba AG entwickelt. Sie veröffentlichte im Jahr 1957 zwei Synthesewege, die sich in der Reihenfolge der Einführung der Seitenkette unterscheiden. Beide nutzen die Phillips-Ladenburg-Synthese und setzen dabei Phenylacetonitril als Edukt ein. Bei Einsatz von 4-Nitro-o-phenylendiamin entsteht Tautomerie-bedingt ein Produktgemisch von Regioisomeren. Das Problem wird vermieden, indem 1-Chlor-2,4-dinitrobenzol im ersten Schritt aminiert wird und darauf folgend, gemäß Zinin-Reaktion, eine Nitrogruppe regioselektiv mit Ammoniumsulfid reduziert wird.